# Französische Alpen
Die französischen Alpen sind der zu Frankreich gehörende Teil der Alpen. Sie liegen im südwestlichen Teil der Westalpen. Der höchste Gipfel ist der 4805 m hohe Mont Blanc.
Sie umfassen nach der Alpenkonvention eine Fläche von 40.802 Quadratkilometern mit 1.749 Gemeinden. Sie liegen in den Regionen Auvergne-Rhône-Alpes und Provence-Alpes-Côte d’Azur.
Die im Südwesten anschließenden Hügelgebiete (Massif des Maures) werden heute allgemein nicht mehr zu den Alpen gerechnet.

## Gliederung
Klassischerweise gliedert man die Alpen Frankreichs – recht unspezifisch – in:
- Französische Hochalpen, im Zentralbereich zur schweizerisch-italienischen Grenze
- Meeralpen, Alpenhauptkamm und Voralpen gegen das Mittelmeer
- Französische Voralpen, die westlichen Kämme und Hügel gegen die Rhone hin

Unter klimatisch-regionalem Gesichtspunkt unterteilt man grob:
- Alpes du Nord, zwischen Mont Blanc und Écrins, mit westlichen Voralpen
- Alpes du Sud, zwischen Écrins und Grasse, mit südwestlichem Vorland

Nach der Einteilung SOIUSA hat Frankreich Anteil an folgenden Gebieten:
1. Ligurische Alpen (Punta Marguareis, 2661 m)
2. Seealpen (Monte Argentera, 3297 m)
3. Provenzalische Voralpen (Tête de l’Estrop, 2961 m)
4. Cottische Alpen (Monviso, 3841 m)
5. Dauphiné-Alpen (Barre des Écrins, 4102 m)
6. Dauphiné-Voralpen (Obiou, 2790 m)
7. Grajische Alpen (Mont Blanc, 4805 m)
8. Savoyer Voralpen (Haute Cime des Dents du Midi, 3257 m)

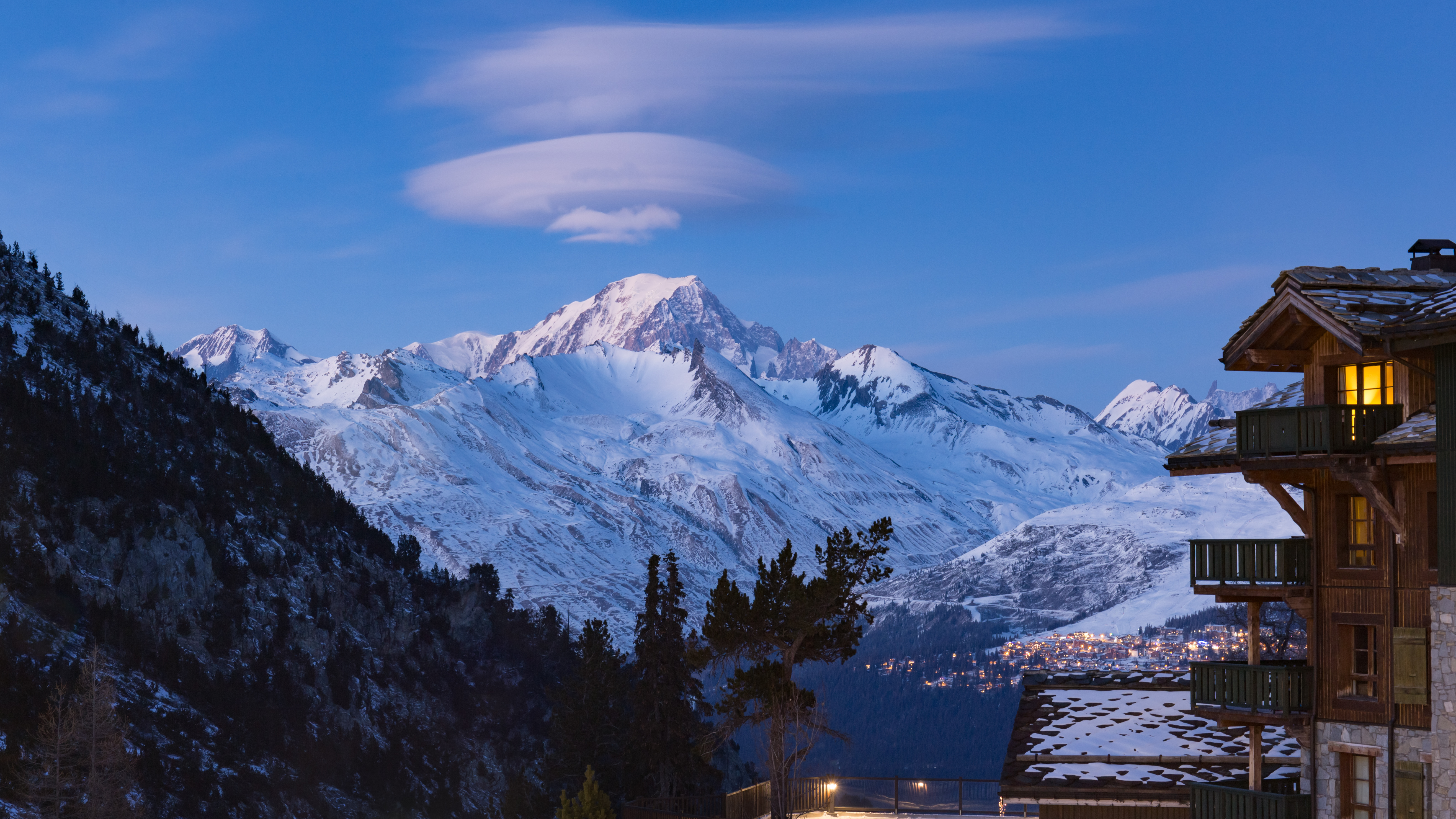

|  |  |